# Dendrobium parishii
Dendrobium parishi' là một loài thực vật có hoa trong họ Lan. Loài này được Rchb.f. mô tả khoa học đầu tiên năm 1863.Ngoài tên song hồng còn còn gọi là trầm tím